# Phlogophilus
Phlogophilus é um género de beija-flor da família Trochilidae.
Este género contém as seguintes espécies:
- Phlogophilus harterti Berlepsch e Stolzmann, 1901 - cauda-variegada-peruano, colibri-de-pontas-brancas-peruano
- Phlogophilus hemileucurus Gould, 1860 - cauda-variegada-equatoriano, colibri-de-pontas-brancas-equatoriano